# Осипов, Сейран
Сейра́н Ива́нович О́сипов (4 декабря 1961, Раздан, Армянская ССР — 13 января 2008, Ставрополь, Россия) — советский и российский футболист, нападающий.

## Карьера игрока
Когда Сейрану было 11 лет родители переехали из Раздана в Пятигорск. Будучи школьником, он записался в секцию легкой атлетики, но почти сразу перешёл в футбольную секцию (тренеры — И. Сероштан и Н. Бражкин). Много тренировался, играл нападающим. По окончании школы в 1979 году был взят в «Машук» Пятигорск.
В 1980 году перешёл в ставропольское «Динамо», игравшее в первой лиге. Играя в «Динамо», прошёл и армейскую службу. Демобилизовавшись, вернулся в «Машук».
В 1985 году Никита Симонян позвал Осипова в «Арарат» Ереван, но из-за нерешённых бытовых вопросов Сейран вскоре вернулся в Ставрополь.
В 1989—1990 годах недолго играл за болгарский «Хебыр» из Пазарджика, города-побратима Ставрополя. Не задержался из-за низкого уровня футбола в клубе и болгарской лиге. Играя в Ставрополе, стал одним из лучших бомбардиров первой лиги СССР (91 мяч) и вторым бомбардиром «Динамо» за всю историю (102 гола).
В высшей лиге СССР сыграл 9 матчей, забил 1 гол, в высшей лиге России — 45 матчей, 10 голов. Как игрок отличался высоким уровнем технической оснащённости, был забивным форвардом.
После окончания футбольной карьеры стал жить в Польше, открыл строительный бизнес.
Скончался из-за сердечного приступа во время тренировки ветеранов. Похоронен в Пятигорске.

## Достижения
- Обладатель Кубка первой лиги СССР: 1990

## Память
Ежегодно в Ставрополе с 2009 года проводится турнир по мини-футболу среди ветеранов памяти Сейрана Осипова.